# Diamant de Bicheno
Pour les articles homonymes, voir Bicheno.
Genre
Espèce
Statut de conservation UICN

 LC  : Préoccupation mineure

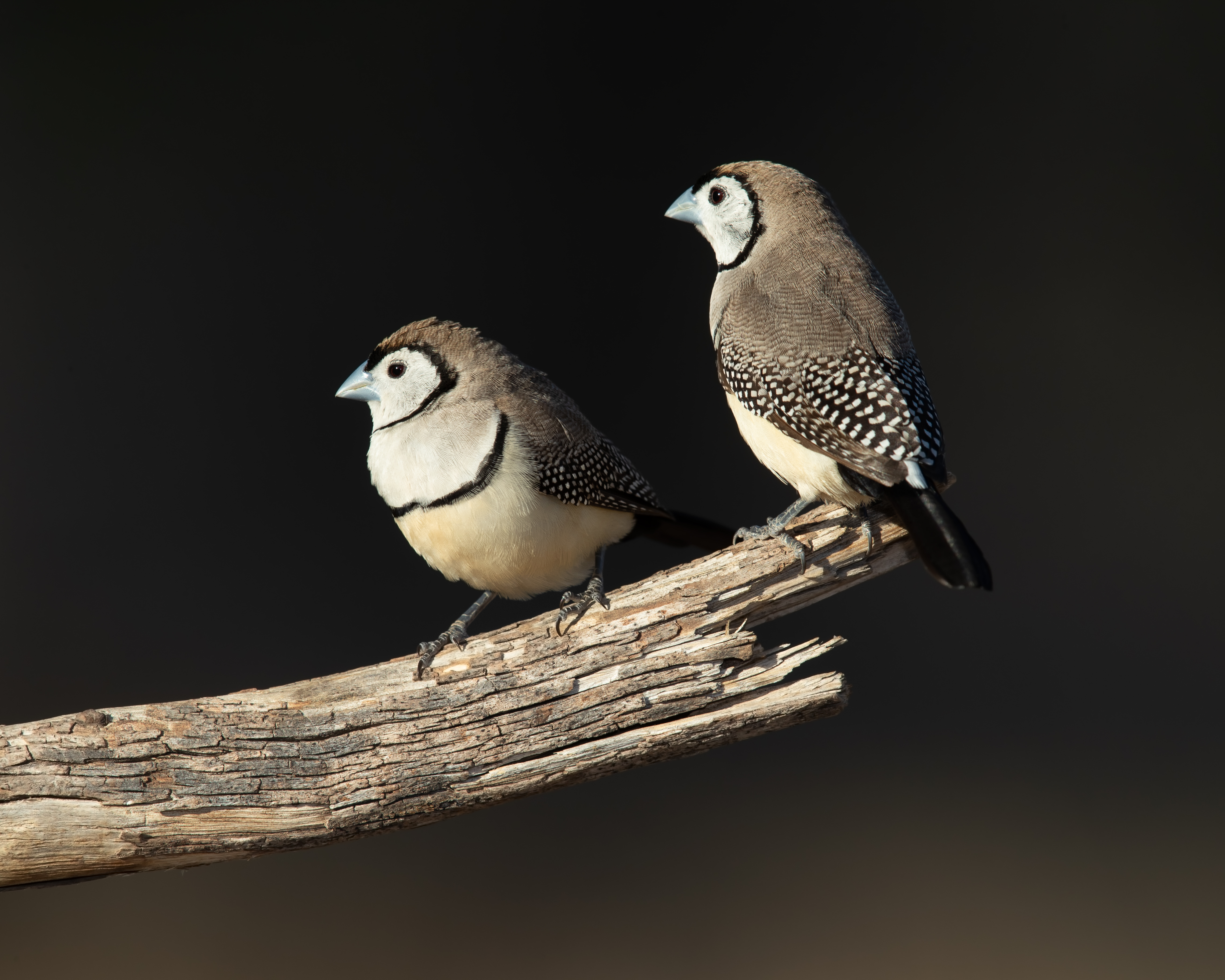
Diamants de Bicheno vers Lithgow, Australie. Novembre 2019.

Le Diamant de Bicheno (Stizoptera bichenovii) est une espèce d'oiseaux de la famille des Estrildidae. 
Son épithète spécifique commémore l'administrateur colonial et botaniste britannique James Ebenezer Bicheno.
Il mesure de 10 à 15 cm pour un poids de 10 à 12 grammes.
Les deux sexes sont identiques à part quelques petits détails : le trait  noir de la gorge est plus fin chez la femelle et le mâle est le seul à chanter.

## Répartition et Habitat
Cet oiseau est répandu dans les régions côtières tropicales et tempérées du nord et de l'est de l'Australie. On le trouve dans les paysages arides, dans les prairies sèches avec des bois secs et des broussailles, les forêts clairsemées et en bordure des territoires agricoles, mais aussi vers les maisons avec des jardins, des parcs...